# Orthia amazonica
Orthia amazonica là một loài bướm đêm trong họ Noctuidae.